# 杜学文
杜学文（1962年6月—），男，山西寿阳人，中华人民共和国作家。曾任中共山西省委宣传部副部长，中国作家协会第九届、第十届全国委员会委员。

## 生平
2013年6月和2019年4月，分别被山西作家协会代表大会选举为山西省作家协会主席。

## 著作
著有文艺评论集《寂寞的爱心》、《生命因你而美丽》，文化随笔集《追思文化大师》等。